# Jesse Owens
James Cleveland "Jesse" Owens (Oakville, 12. rujna 1913. – Tucson, 31. ožujka 1980.), slavni američki atletičar, legendaran po svom četverostrukom trijumfu na Olimpijskim igrama u Berlinu, 1936. godine, gdje je bio neosporna zvijezda Igara. 

## Životopis

### Rane godine
Rođen je u Oakvilleu, Alabama, a odrastao u Clevelandu, u Ohiou. Ime ‘’’Jesse’’’ dao mu je učitelj u školi u Clevelandu, kad nije razumio izgovor malog Jamesa Clevelanda da ga svi oslovljavaju s J.C.
Dana 25. svibnja 1935. izveo je podvig koji je ušao u sportsku povijest: na atletskom mitingu u Ann Arboru, Michigan, izjednačio je svjetski rekord na 100 yardi (91 m), te postavio nove svjetske rekorde u skoku u dalj, na 220 jardi (201 m), te na 220 yardi s preponama. Ono što je pri tom najvažnije: sve to izveo je u roku od 70 minuta.

### Olimpijske igre 1936.
Na Olimpijskim igrama u Berlinu, 1936. godine osvaja četiri zlatne medalje, 3. kolovoza pobjeđuje na 100 m, 4. kolovoza u skoku u dalj, 5. kolovoza na 200 m, te 9. kolovoza 1936., kao član štafete (Jesse Owens, Ralph Metcalfe, Foy Draper i Frank Wykoff) trijumfira na 4 x 100 m. 
Taj podvig ostao je nenadmašen 48 godina, sve do Olimpijskih igara u Los Angelesu, gdje njegov podvig ponavlja njegov dostojni nasljednik – Carl Lewis. 
Mit o Jesseju Owensu narastao je do neslućenih visina; Hitler navodno nije htio čestitati Owensu na njegovim veličanstvenim pobjedama, ali sam Owens, u svojoj autobiografiji The Jesse Owens Story, navodi:
U kolovozu 2009. njemački novinar Siegfried Mischner šokirao je javnost tvrdnjom kako je osobno prisustvovao rukovanju Hitlera i Owensa, te da mu je sam američki atletičar 1960. godine pokazao fotografiju koja to potvrđuje. Kao razloge prešućivanja tog događaja, njemački novinar navodi političke razloge iz tog vremena koji su uvjetovali stvaranju mita.
Da ironija bude veća, tadašnji američki predsjednik, Franklin D. Roosevelt, u to vrijeme zaokupljen predstojećim izborima i predsjedničkom kampanjom, želeći, naravno, reizbor, a bojeći se reakcije u južnim državama SAD-a, odbio je primiti Owensa u Bijelu Kuću. Owens kasnije podsjeća da je Roosevelt bio taj koji ga je ponizio, a ne Hitler.

### Život poslije OI
Neposredno po završetku berlinskih Igara Avery Brundage, tadašnji predsjednik Američkog olimpijskog odbora, poslao je cijelu ekipu trkača na promotivnu turneju po Europi. Zbog izuzetno loših uvjeta, neimaštine i gladi, Owens je napustio turneju u Londonu i vratio se u SAD usprkos prijetnjama predsjednika AOA. Zbog toga ga je Američki atletski savez suspendirao, zabranivši mu nastupanje na svim sportskim natjecanjima u SAD-u. Owens nije ništa lakše živio. Ostao je u sportu, ali ne više tako ozbiljno. Reklamirao se po raznim natjecanjima i izazivao lokalne trkače te ih pobjeđivao na 100 yardi, dajući im prednost od 10 do 20 yardi. Izazivao je čak, pa i pobjeđivao, rasne trkaće konje, ali je kasnije priznao da to i nije tako teško jer bi konj bio strašno uplašen startnim pucnjem, pa je to njemu davalo odlučujuću prednost.
Svoju je popularnost iskoristio utoliko što je dobio posao DJ-a u jazz klubu u Chicagu.
Predsjednik Gerald Ford dodijelio mu je 1976. godine odličje "Presidential Medal of Freedom", a George H. W. Bush ga je posmrtno 1990. godine, odlikovao odličjem "Congressional Gold Medal".
Jesse Owens nije imao sreće da nastavi svoj niz na sljedećim Olimpijskim igrama. Predviđene Igre u Helsinkiju, 1940., "otpuhao" je Drugi svjetski rat, kao i one 1944. koje su se trebale održati u Londonu.
Njegov dotadašnji športski put, a poglavito veliki uspjeh na berlinskim Igrama 1936., koji je, neovisno o njemu, izazvao snažne političke konotacije i to u predvečerje Drugog svjetskog rata, stvorili su od ovog iznimnog športaša mit i jednog od najvećih atletičara i najvećih športaša u povijesti.
Bio je "teški" pušač. Umro je s nepunih 67 godina, od raka pluća, 31. ožujka 1980. u Tucsonu, Arizona, a sahranjen je na groblju Oak Woods Cemetery, Chicago, Illinois.

## Karijera
- 1936. – Olimpijske igre 1936. u Berlinu -  4 zlatne medalje (100 m, 200 m, skok u dalj i štafeta 4 x 100 m)

## Osobni rekordi
- 100 m: 10,3 sec (1936., tada svjetski rekord, trajao 5 godina)
- 200 m: 20,7 sec (1936., svjetski, trajao 15 godina, i olimpijski rekord)
- skok u dalj: 8 m 13 cm (1935., tada svjetski rekord, trajao 25 godina)
- štafeta 4 x 100 m: 39,8 sec (tada svjetski i olimpijski rekord, trajao 20 godina)

## Vanjske poveznice
|  | Zajednički poslužitelj ima stranicu o temi Jesse Owens    |
|  | Zajednički poslužitelj ima još gradiva o temi Jesse Owens |